# Șerban Creangă
Șerban Creangă (n. 14 iunie 1944,  Rucăr, Argeș - d. 8 octombrie 2012, București) a fost un regizor și scenarist român. 

## Biografie
În 1968 a absolvit regia de film la Institutul de Artă Dramatică și Cinematografică Ion Luca Caragiale.

## Filmografie

### Regizor
- Căldura (1969)
- Așteptarea (1970)
- Proprietarii (1973)
- Speranța (1979)
- Labirintul (1980)
- Clipa de răgaz (1986)
- Distincții militare românești (2000) – scurtmetraj, documentar

### Scenarist
- Căldura (1969) - în colaborare cu Horia Pătrașcu
- Proprietarii (1973)